# 아라사와촌
아라사와촌(荒沢村)은 1956년까지 이와테현 니노헤군 서부에 위치했던 촌이다. 현재의 하치만타이시에 해당한다.

## 연혁
- 1889년 4월 1일 - 정촌제 시행과 함께 니노헤군 아라사와촌이 성립하였다.
- 1956년 9월 30일 - 다야마촌과 합병해 아시로정이 되었다.

## 교통

### 철도
- 일본국유철도 하나와선

## 참고서적
- 『이와테현 정촌 합병지』(이와테현 총무부 지방과, 1957년)